# ラザ・ジェフリー
ラザ・ジェフリー（英: Raza Jaffrey、1974年 - ）は、イギリスの俳優・歌手。

## 人物
CBSの『コード・ブラック』で演じたニール・ハドスン医師、BBC Oneの『MI-5 英国機密諜報部』で演じたザファー・ユーニスなどの役で知られる。2014年には、Showtimeの『HOMELAND』でパキスタン人中佐アーサー・カーンを演じた。

## 俳優になるまで
ジェフリーはリヴァプールで、アーグラ出身のインド人海将とイングランド人の母親の間に生まれた。ロンドンで幼少期を送り、1986年から1991年にかけてダリッジ・カレッジに通ったが、同時期には『MI-5 英国機密諜報部』で共演したルパート・ペンリー＝ジョーンズも同じ学校に通っていた。彼は英語と演劇をマンチェスター大学で学び、その後ブリストル・オールド・ヴィク・シアター・スクールで演技の勉強を続けた。彼はマンチェスター大学卒業後、イギリス空軍でパイロットとして勤務しようと考えていたという。
大学在学中、彼はエディンバラ・フェスティバル・フリンジやペンドリー・オープン・エア・シェイクスピア・フェスティヴァルなどに参加し、前者ではブライアン・フリールの "The London Vertigo" 、後者では『ヘンリー八世』・『間違いの喜劇』などに出演した。最終学年にはロイヤル・シェイクスピア・カンパニーの首席演出補だったグレゴリー・ドーランと仕事をする機会を得たが、この時の体験がブリストル・オールド・ヴィク・シアター・スクールへの進学を決め、さらにプロの役者になろうと考えたきっかけだったと回想している。マンチェスターではジャズ・ファンクのリード・シンガーも務めていた。

## キャリア
1975年生まれ。イギリスのリバプール出身。アンドリュー・ロイド・ウェバー製作のミュージカル『ボンベイ・ドリームズ』の主役で大ブレイクし、「ナショナル・シアターで上演された『オクラホマ!』で一夜にしてスターになったヒュー・ジャックマン以降、ロンドンのミュージカルシーンに現れた最もエキサイティングな主演俳優」と称賛された。TVドラマでは「MI-5 英国機密諜報部」（05）、「ザ・ケープ 漆黒のヒーロー」（11）などに出演。

## 私生活
彼は『MI-5 英国機密諜報部』への出演を止めた直後に、同作品で共演していたミランダ・レイソンと結婚した。両者は2009年に離婚した。2011年遅く、ジェフリーは同番組に出演していたララ・パルヴァーとの交際を始め、その後2014年12月27日に結婚した。夫妻の間には2017年2月に第1子となる男児が生まれている。

## フィルモグラフィ

### 映画
| 年     | 作品名                                           | 役名                                   |
| ------ | ------------------------------------------------ | -------------------------------------- |
| 2004年 | ダーティ・ウォー（原題） Dirty War               | ラシッド・ダール Rashid Dhar           |
| 2006年 | インフィニット・ジャスティス Infinite Justice    | カマール・カーン Kamal Khan            |
| 2007年 | イースタン・プロミス Eastern Promises            | アジズ医師 Doctor Aziz                 |
| 2008年 | クルー（原題） The Crew                          | キース・トンプソン Keith Thompson      |
| 2009年 | 狼たちの処刑台 Harry Brown                       | ブラッケン神父 Father Bracken          |
| 2010年 | セックス・アンド・ザ・シティ2 Sex and the City 2 | バトラー・ガウラウ Butler Gaurav       |
| 2016年 | ランデブー（原題） The Rendezvous                | ジェイク・アル＝シャディ Jake Al-Shadi |
| 2020年 | リズム・セクション The Rhythm Section            | キース監督官 Keith Proctor             |
| 2021年 | スイートガール Sweet Girl                        |                                        |

### テレビドラマ
| 年              | 作品名                                                                          | 役名                                                    | 備考                                                         |
| --------------- | ------------------------------------------------------------------------------- | ------------------------------------------------------- | ------------------------------------------------------------ |
| 1999年          | イーストエンダーズ EastEnders                                                   | ダターニ Mr. Datani                                     |                                                              |
| 2002年          | カジュアルティー（原題） Casualty                                               | ハッカン・タージン Hakkan Tahsin                        |                                                              |
| 2004年 – 2007年 | MI-5 英国機密諜報部 Spooks                                                      | ザファー・ユーニス Zafar Younis                         | 23話                                                         |
| 2005年          | Murder Investigation Team (en)                                                  | カリーム・ドバール Kareem Dobar                         | エピソード："Phone Tag"                                      |
| 2005年          | Life Isn't All Ha Ha Hee Hee (en)                                               | クリシャン Krishan                                      |                                                              |
| 2008年          | シャープス・ペリル（原題） Sharpe's Peril                                       | ランス・ナイク・シン Lance Naik Singh                   |                                                              |
| 2008年 – 2009年 | ミストレス 愛人たちの秘密 Mistresses                                            | ハリ Hari                                               | 12話                                                         |
| 2011年          | ケープ（原題） The Cape                                                         | ケイン / レイモンド・レフレール Cain / Raimonde LeFleur | エピソード："Tarot" (en)                                     |
| 2012年          | SMASH Smash                                                                     | デーヴ・サンダラム Dev Sundaram                         | Season 1                                                     |
| 2014年          | ミステリー in パラダイス Death in Paradise                                      | アダム・フロスト Adam Frost                             |                                                              |
| 2014年          | ワンス・アポン・ア・タイム・イン・ワンダーランド Once Upon a Time in Wonderland | タージ Taj                                              | 3話                                                          |
| 2014年          | LAW & ORDER:性犯罪特捜班 Law & Order: Special Victims Unit                      | 被告人弁護士 Defense Lawyer                             | エピソード："Spring Awakening" (en)                          |
| 2014年 – 2015年 | エレメンタリー ホームズ&ワトソン in NY Elementary                               | アンドリュー・ミッタル Andrew Mittal                    | 4話、リカーリング                                            |
| 2014年          | HOMELAND Homeland                                                               | アーサー・カーン Aasar Khan                             | 7話、リカーリング                                            |
| 2015年          | コード・ブラック（原題） Code Black                                             | ニール・ハドスン医師 Dr. Neal Hudson                    | 主役                                                         |
| 2018年-2021年   | ロスト・イン・スペース Lost in Space                                            | ヴィクター Victor                                       | 『宇宙家族ロビンソン』（1965年）のリメイク作品、リカーリング |